# Kostel Panny Marie Sněžné (Rokycany)
Kostel Panny Marie Sněžné v Rokycanech je římskokatolická sakrální stavba na Masarykově náměstí ve městě Rokycany v Česku, s prokázanou stavební kontinuitou od dob gotiky. Kostel do nynějšího stavu upravený pozdně barokní a klasicistní přestavbou na přelomu 18. a 19. století je chráněn jako kulturní památka České republiky.

## Historie
Existence kostela na tomto místě je doložena minimálně od 14. století, kdy se stal hlavním chrámem Rokycan, tehdy proměňovaných z živelně rostlé osady na středověké opevněné město. U kostela Panny Marie Sněžné bylo roku 1363 založeno proboštství řádu augustiniánů a kostel se stal součástí opevněného okrsku zahrnujícího i kapli svaté Anny a arcibiskupský hrad (sídlo feudální správy města, které bylo v majetku pražského arcibiskupství). Kostel měl podobu bazilikálního trojlodí s pětibokým presbytářem. Na západní straně se nacházel štít a věž. Vstupní dveře měly podobu gotického portálu s figurální sochařskou výzdobou. Kostel byl opakovaně opravován a upravován.
V září roku 1784 kostel vyhořel během ničivého požáru Rokycan, kdy byla zástavba města až na několik domů zničena. V letech 1785–1788 ho pak opravil a do pozdně barokní podoby přestavěl Ignác Jan Nepomuk Palliardi. Opravy se dočkalo i děkanství pod vedením stavitele Jana Hofmanna. Využil základní prostorovou dispozici původního středověkého chrámu (tedy trojlodí s presbytářem). Vnitřní vybavení bylo dovezeno z jiných kostelů (zejména oltář přemístěný sem ze zrušeného kostela svatého Michaela archanděla v Praze). Zároveň ovšem byla v rámci josefínských reforem zrušena vedlejší kaple svaté Anny (stejně jako Kostel svatého Petra a Pavla na předměstí Rokycan). Palliardiho obnova se netýkala kostelní věže, která nebyla postavena a po následujících 30 let byly kostelní zvony umístěny v provizorní zvonici vedle kostela. Věž byla postavena až v letech 1821–1823 v empírovém slohu podle projektu Františka Hegera. Stavební vývoj kostela byl dokončen roku 1856 zvýšením věže o jedno patro nad ochozem. Tím dosáhla výšky 66 metrů.
Panně Marii Rokycanské, sošce z kostela Panny Marie Sněžné, byla zasvěcena 32. kaple Svaté cesty z Prahy do Staré Boleslavi, která byla založena v letech 1674–1690.